# Districtul Berea
Districtul Berea este una dintre cele 10 unități administrativ-teritoriale de gradul I  ale statului Lesotho. Reședința sa este localitatea  Teyateyaneng.